# Jean-Jacques Di Tucci
Jean-Jacques Di Tucci est un compositeur français né le 25 février 1958 à Montpellier (Hérault).

## Biographie
Il fait des études musicales au conservatoire de Montpellier et plus tard au Conservatoire national supérieur de musique de Lyon où il obtient les meilleures récompenses en composition (classe de Gilbert Amy), analyse et orchestration.
Lauréat du Concours international de composition Reine Marie-José à Genève en 1996, il a été compositeur en résidence à l'Orchestre national de Montpellier en 2002-2003.
Sa pièce d'orchestre Rivages II, commandée par Radio France, a été recommandée lors de la 51e Tribune internationale des compositeurs (UNESCO, Paris 2004).
Ses œuvres sont éditées par Gérard Billaudot (Paris).

## Œuvres
- L'Œil du silence, pour 19 instrumentistes (1994)
- Quatre poèmes de Jacques Dupin, pour mezzo-soprano et quatre percussionnistes (1995)
- Antarès, pour grand orchestre (1997)
- Sirius, pour grand orchestre (2001)
- Rivages I & II, pour orchestre (2002-03)
- Waixing, pour erhu (violon chinois) et orchestre (2006)